# Psychomyia zimmermanni
Psychomyia zimmermanni är en nattsländeart som beskrevs av Malicky 1993. Psychomyia zimmermanni ingår i släktet Psychomyia och familjen tunnelnattsländor. Inga underarter finns listade i Catalogue of Life.